# Don Costa Plays the Beatles
Don Costa Plays the Beatles è l'ultimo album di Don Costa, registrato dal vivo al Teatro Manzoni di Milano e pubblicato dalla CGD nel febbraio 1981, poco prima del debutto di sua figlia Nikka; proprio quando lei aveva solo otto anni.
La direzione orchestrale è dello stesso Costa.

## Tracce
Tutti i brani sono di Lennon-McCartney, tranne quelli indicati.

### Lato A
1. Beatles Overture – 5:27
2. Something – 2:25 (George Harrison)
3. All You Need Is Love – 2:44
4. And I Love Her – 2:18
5. Let It Be – 3:14

Durata totale: 16:08

### Lato B
1. Hey Jude – 3:20
2. Yesterday – 2:40
3. Ob-La-Di, Ob-La-Da – 3:05
4. Medley – 3:23
5. (Just Like) Starting Over – 2:07 (John Lennon)

Durata totale: 14:35